# Тиосульфат натрия (лекарственное средство)
Тиосульфат натрия — соль, используется в виде растворов в качестве лекарственного средства дезинтоксикационного и антигистаминного действия.

## Международное название
Тиосульфат натрия

## Лекарственная форма
Стерильный раствор для внутривенного введения (ампулы), порошок, 60% раствор (для лечения чесотки по методу Демьяновича).

## Фармакологическое действие
Комплексообразующее средство. Оказывает дезинтоксикационное действие. При отравлении соединениями As, Hg, Pb образует неядовитые сульфиды. При отравлении цианидами образует менее ядовитые роданистые соединения.
Противочесоточная активность обусловлена способностью распадаться в кислой среде с образованием серы и сернистого ангидрида, которые оказывают повреждающее воздействие на чесоточного клеща и его яйца.
После внутривенного введения натрия тиосульфат распределяется в экстрацеллюлярной жидкости, экскретируется в неизмененном виде с мочой. Биологический T1/2 — 0,65 ч.
Тиосульфат натрия нетоксичен. В исследованиях, проведенных на собаках, при постоянной инфузии тиосульфата натрия, отмечена гиповолемия, которая, вероятно, обусловлена его осмотическим диуретическим эффектом.
Используется в комплексе средств для детоксикации у больных с алкогольным делирием, а также при туберкулезе, как вспомогательное средство.

## Показания
Отравления мышьяком, ртутью, свинцом, синильной кислотой, солями йода, брома.

## Противопоказания
Гиперчувствительность. Повышенная нервная возбудимость.

## Применение при беременности и кормлении грудью
Применение при беременности возможно только в случае крайней необходимости. Репродуктивных исследований у животных с тиосульфатом натрия не проводили. Неизвестно, может ли натрия тиосульфат вызывать неблагоприятные эмбриональные эффекты при приеме беременными женщинами и влиять на способность к репродукции.

## Режим дозирования
Внутривенно, по 5-50 мл 30 % раствора (в зависимости от вида и тяжести интоксикации).
Возможно также принятие стерильного раствора перорально. В случае, если причиной интоксикации была вода или пища - эффективность такого приёма будет напрямую зависеть от интервала времени, прошедшего с момента употребления последних.
Вкус и, особенно, запах тиосульфата натрия - специфичны, вплоть до рвотного рефлекса (который можно отнести, скорее, к положительным побочным эффектам, т.к. промывание желудка - первое действие при отравлении пищей).
Дозировка при пероральном приёме - 1-2 ампулы, в зависимости от тяжести отравления.

## Побочные эффекты
Аллергические реакции. При периодичном пероральном применении: тревожность, повышенная нервная возбудимость, раздражительность, фобии, депрессия, бессонница.

## Особые указания
При отравлении цианидами рекомендуют одновременное назначение тиосульфата натрия и нитрита натрия.